# Schützenfest in Bahnhofsnähe – Beobachtungen auf dem Dorfe
Schützenfest in Bahnhofsnähe – Beobachtungen auf dem Dorfe ist ein Dokumentarfilm von Dieter Ertel und Georg Friedel aus dem Jahr 1961, der im Rahmen der Fernsehreihe Zeichen der Zeit ausgestrahlt wurde.

## Hintergrund
In Zeiten des Wirtschaftswunders dokumentierten Dieter Ertel und Georg Friedel in der niedersächsischen Gemeinde Kreiensen das örtliche Schützenfest der „Schützengesellschaft von 1866“. Filmisch hervorgehoben werden dabei die Aufmärsche der Schützengesellschaft, die mitfeiernde, bierselige Dorfbevölkerung sowie der angetrunkene Vorsitzende. In einer bewusst ironischen Form wird das Geschehen kommentiert. Die beiden Dokumentaristen gehörten der sogenannten Stuttgarter Schule an. Mit dem gewählten ironischen Dokumentarstil wollten sie die Zuschauer zum „Urteil prädisponieren“, den Zuschauer also zu einem kritischen Urteil führen. Die Marschmusik und die Uniformen erinnerten die jungen Filmemacher an die Nazizeit.
Der Film des SDR wurde erstmals am 1. September 1961 ausgestrahlt. Die Ausstrahlung führte zu öffentlicher Entrüstung. Schlagzeilen bundesdeutscher Zeitungen lauteten beispielsweise: „Schützen schießen auf die Mattscheibe — ein niedersächsisches Dorf fühlt sich vom Stuttgarter Fernsehen in seiner Ehre angetastet“ sowie „400.000 Schützen sind beleidigt — zusammen mit Ochsen auf dem Fernsehschirm“. Der Film wurde zuletzt am 6. Juli 2013 in der Reihe Gutes von gestern im Fernsehen des rbb wiederholt.